# Tenuialoides
Tenuialoides är ett släkte av kvalster. Tenuialoides ingår i familjen Tenuialidae.
Kladogram enligt Catalogue of Life:
| Tenuialoides | \| \| Tenuialoides fusiformis \| \| \| \| \| \| Tenuialoides medialis \| \| \| \| |
|              | \| \| Tenuialoides fusiformis \| \| \| \| \| \| Tenuialoides medialis \| \| \| \| |
|              | Ceratotenuiala                                                                    |
|              |                                                                                   |
|              | Hafenferrefia                                                                     |
|              |                                                                                   |
|              | Hafenrefferia                                                                     |
|              |                                                                                   |
|              | Peltenuiala                                                                       |
|              |                                                                                   |
|              | Tenuiala                                                                          |
|              |                                                                                   |
|              | Tenuialoides fusiformis                                                           |
|              |                                                                                   |
|              | Tenuialoides medialis                                                             |
|              |                                                                                   |

|  | Tenuialoides fusiformis |
|  |                         |
|  | Tenuialoides medialis   |
|  |                         |